# 伊木忠知

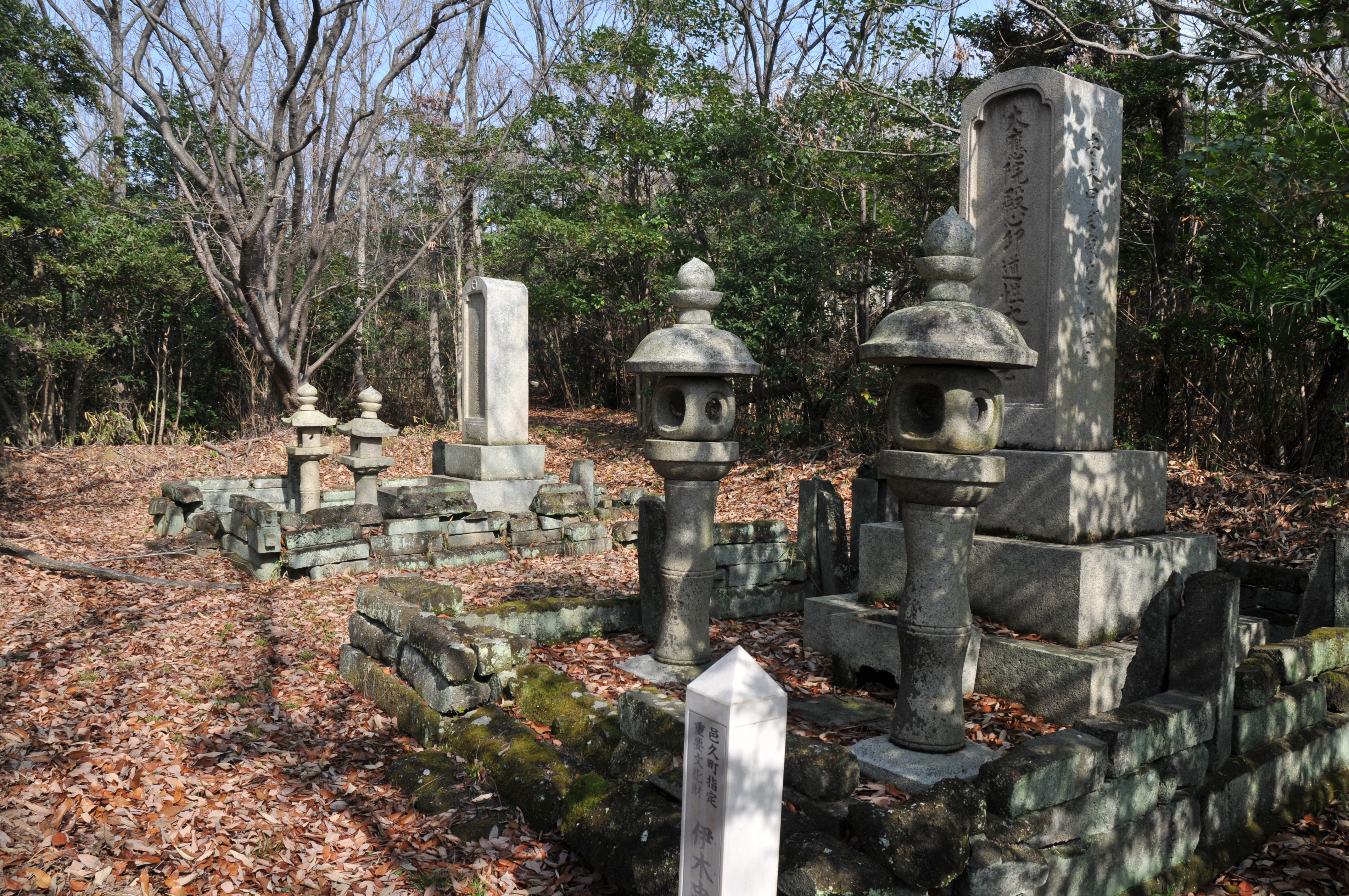
伊木忠知夫妻の墓

伊木 忠知（いぎ ただとも、享保5年12月18日（1721年1月15日） - 安永4年10月17日（1775年11月9日））は、岡山藩筆頭家老。伊木家7代当主。通称は長門。主君は池田宗政・治政。

## 生涯
岡山藩家老・池田長喬（周匝（すさい）池田家）の三男として岡山城下で生まれた。
6代当主・伊木忠興の長男・忠芳は病弱のため廃嫡となった。忠知は忠興の長女・小豊の婿養子として伊木家に迎えられた。延享4年（1747年）、忠興の隠居とともに家老となる。宝暦元年（1752年）12月、忠興の死去に伴い家督を相続した。
忠知には子が16人と多く、石原氏との間に生まれた次男の忠亮などが成人していたが、嫡子の長九郎が早世したことを理由に、本来ならば家督を継ぐはずであった忠芳の長男・忠福を養子とした。安永4年（1775年）10月、56歳（数え年）で死去した。忠福が家督を相続した。
法名は大応院殿前長州心印道性大居士。墓所は伊木家長島墓所（岡山県瀬戸内市）。